# Хаджи-Гаврилова къща
Хаджи-Гавриловата къща е съградена в село Копривщица в първата третина на XIX век.
Строена е за рода за хаджи Гаврил Хаджитодоров Ганчов, участник в Априлското въстание от 1876 г. Той след въстанието доразвива своята дейност като производител и търговец на кашкавал.
Неговите кашкавали му носят не само известност в Средногорието, но и сребърен медал от Световното изложение в град Лиеж, Белгия, през 1905 г. Къщата на Гаврил Хаджитодоровов още същия век започва да оттдава стаи под наем. През XX век в същият двор са построени хотел със същото име и друга постройка, която се използва за офис на банка ЦКБ – клон Копривщица.
Хаджи-Гавриловата къща се намира на улица „Хаджи Ненчо Палавеев“ № 49, но не е музей и не е отворена за посещение.

## Съседни обекти
- Площад „20-ти април“
- Ресторант „Дядо Либен“
- Мост на Свободата